# Gupčeva lipa
Gupčeva lipa nalazi se neposredno do mjesne crkve Sv. Jurja u Gornjoj Stubici i jedini je živi svjedok seljačke bune iz 1573. godine.
Ispod njezinih grana je prema narodnoj predaji seljački vođa Ambroz (Matija) Gubec okupljao svoje istomišljenike i ustanike.
- Danas (2021.), Gupčeva lipa ima visinu od 9 m, opseg njezina debla iznosi 4,90 m, a prsni promjer 1,57 m.[2] Starošću i dimenzijama, karakterističnim izgledom, impozantnim granama i izbojcima, lipa predstavlja prirodnu rijetkost.
- Lipa je značajna i kao povijesni spomenik, tako je 1957. godine proglašena spomenikom prirode[3] i stavljena pod zaštitu države te je zaštićeni spomenik kulture.[4]

## Zanimljivosti
- Godine 2007. s ciljem osnivanja genofonda Gupčeve lipe sa stabla je odrezano pedesetak grančica za daljnje razmnožavanje i osiguranje potomstva,[1] a 2011. godine zasađeno je 57 sadnica Gupčeve lipe i zasnovan prvi Živi arhiv te vrste u Hrvatskoj.[5]

## Vanjske poveznice
- Gupčeva lipa  Arhivirana inačica izvorne stranice od 18. veljače 2021. (Wayback Machine), Gupčev kraj. TZ područja Donja Stubica i Gornja Stubica
- HRT Magazin – Marijan Sviben: Posebna skrb za jedinog živog svjedoka seljačke bune